# Temporada 2003-04 de la NBA Development League
La Temporada 2003-04 de la NBA Development League fue la tercera temporada de la NBA D-League, la liga de desarrollo de la NBA. Tomaron parte sólo 6 equipos encuadrados en un único grupo, tras la desaparición de los campeones del año anterior, los Mobile Revelers y de los Greenville Groove, disputando una fase regular de 46 partidos cada uno. Los campeones fueron los Asheville Altitude, que derrotaron en la Final a partido único a los Charleston Lowgators por 108-106, después de una prórroga.

## Equipos participantes
- Asheville Altitude
- Charleston Lowgators
- Columbus Riverdragons
- Fayetteville Patriots
- Huntsville Flight
- Roanoke Dazzle

### Temporada regular
| Equipo                | G  | P  | % Vict. | PV |
| --------------------- | -- | -- | ------- | -- |
| Asheville Altitude    | 28 | 18 | .609    | -- |
| Charleston Lowgators  | 27 | 19 | .587    | 1  |
| Huntsville Flight     | 24 | 22 | .522    | 4  |
| Fayetteville Patriots | 21 | 25 | .457    | 7  |
| Roanoke Dazzle        | 20 | 26 | .435    | 8  |
| Columbus Riverdragons | 18 | 28 | .357    | 10 |

## Playoffs
|  | Semifinales | Semifinales  | Semifinales |     |   | Final de la NBDL | Final de la NBDL | Final de la NBDL |
|  |             |              |             |     |   |                  |                  |                  |
|  | 1           | Asheville    | 116         |     |   |                  |                  |                  |
|  | 4           | Fayetteville | 111         |     |   |                  |                  |                  |
|  |             |              |             |     | 1 | Asheville        | 108              |                  |
|  |             | 3            | Huntsville  | 106 |   |                  |                  |                  |
|  | 3           | Huntsville   | 108         |     |   |                  |                  |                  |
|  | 2           | Charleston   | 100         |     |   |                  |                  |                  |

## Premios de la NBDL

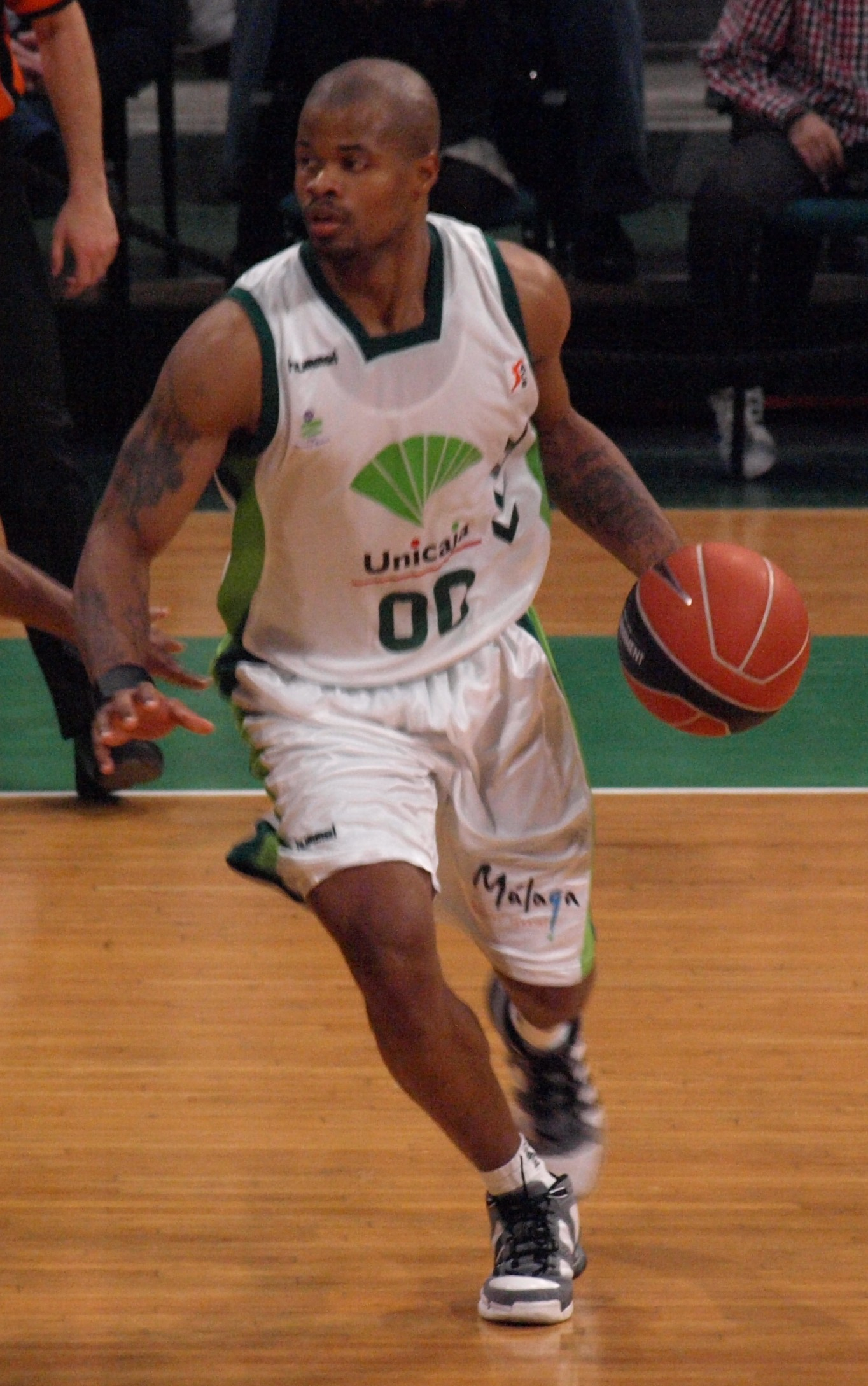
Omar Cook, miembro del segundo mejor quinteto de la temporada.

- MVP de la temporada: Tierre Brown, Charleston Lowgators
- Rookie del Año: Desmond Penigar, Asheville Altitude
- Mejor Defensor: Karim Shabazz, Charleston Lowgators
- Mejor quinteto de la temporada
  - Josh Asselin, Roanoke Dazzle
  - Tierre Brown, Charleston Lowgators
  - Jason Collier, Fayetteville Patriots
  - Desmond Penigar, Asheville Altitude
  - Marque Perry, Roanoke Dazzle
- 2º mejor quinteto de la temporada
  - Omar Cook, Fayetteville Patriots
  - Britton Johnsen, Fayetteville Patriots
  - Brandon Kurtz, Asheville Altitude
  - Philip Ricci, Huntsville Flight
  - Junie Sanders, Fayetteville Patriots (empatado)
  - Ime Udoka, Charleston Lowgators (empatado)

## Llamadas de equipos de la NBA

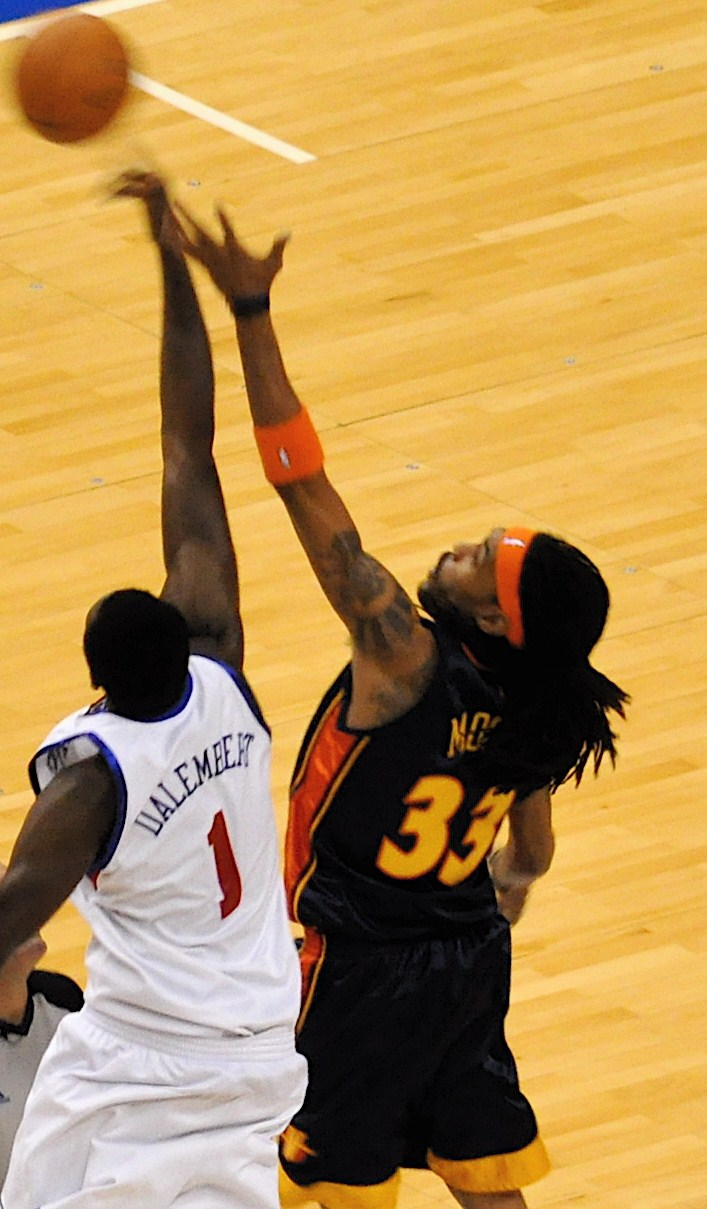
Mikki Moore.

Durante la temporada, 14 jugadores fueron requeridos por sus equipos afiliados de la NBA en 17 ocasiones para formar parte de sus plantillas:
| Jugador         | Equipo NBA D-League   | Equipo(s) NBA                       |
| --------------- | --------------------- | ----------------------------------- |
| Mikki Moore     | Roanoke Dazzle        | New Jersey Nets/Utah Jazz (2 veces) |
| Ronald Dupree   | Huntsville Flight     | Chicago Bulls                       |
| Ime Udoka       | Charleston Lowgators  | Los Angeles Lakers                  |
| Tierre Brown    | Charleston Lowgators  | New Orleans Hornets                 |
| Mamadou N'Diaye | Asheville Altitude    | Atlanta Hawks (2 veces)             |
| Desmond Penigar | Asheville Altitude    | Orlando Magic                       |
| Omar Cook       | Fayetteville Patriots | Portland Trail Blazers              |
| Hiram Fuller    | Charleston Lowgators  | Atlanta Hawks                       |
| Matt Carroll    | Roanoke Dazzle        | San Antonio Spurs                   |
| Jason Collier   | Fayetteville Patriots | Atlanta Hawks                       |
| Britton Johnsen | Fayetteville Patriots | Orlando Magic                       |
| Rusty LaRue     | Asheville Altitude    | Golden State Warriors               |
| Mateen Cleaves  | Huntsville Flight     | Cleveland Cavaliers                 |
| Ernest Brown    | Fayetteville Patriots | Boston Celtics                      |